# Guyatt Ridge
Guyatt Ridge är en bergstopp i Antarktis. Den ligger i Östantarktis. Argentina och Storbritannien gör anspråk på området. Toppen på Guyatt Ridge är 1 018 meter över havet.
Terrängen runt Guyatt Ridge är kuperad.  Trakten är obefolkad. Det finns inga samhällen i närheten. 